# Securidaca diversifolia
Securidaca diversifolia là một loài thực vật có hoa trong họ Polygalaceae. Loài này được (L.) S.F.Blake miêu tả khoa học đầu tiên năm 1923.